# 山形明倫中學校學生死亡疑案
山形明倫中學校學生死亡疑案（日语：山形マット死事件）是發生在1993年（平成5年）間日本山形縣新庄市立明倫中學校內一名男性學生死亡的事件。因為該名學生當時是被捲在大型白色運動墊內，故在日本也稱為「運動墊（マット）死事件」或「明倫中事件」。此案突顯了校園霸凌的嚴重性，並且促成了日後少年法的修正，至今日仍是值得討論的象徴性事件。

## 事件概要
1993年（平成5年）1月13日傍晚，在新庄市立明倫中學校的體育館器材室內發現了一名1年級男學生的屍體。屍體是被頭下腳上地包在直立的大體育墊中，死因为窒息。山形縣警察進行調查後，以傷害及非法拘禁的嫌疑逮捕了3名當時14歲、曾經對死者施暴的高年級生，另外對4名當時13歲的涉案同年級生進行輔導。在警方偵訊時，7名學生均坦承犯行。
但在7名學生被送到兒童相談所後，除1人始終承認外，其餘6名學生則開始翻供否認犯行，並主張案發時有不在場證明。同年8月23日，山形家庭裁判所以無法證明有傷害及監禁等非行事實為由，對3名被逮捕的學生作出不處分（相當於刑事訴訟中的無罪）的決定；另外就接受輔導但後來不認罪的3名學生，該裁判所則在同年9月14日作出將其中2人送入初等少年院，另1人則送入教護院的保護處分決定。而此3名學生雖然不服而向仙台高等裁判所提起上訴請求撤銷原決定，但該裁判所以「無法認同不在場證明」為由駁回抗告。3名學生又再向最高法院提起再抗告，但也再遭駁回確定。
到了翌1994年時，7名涉案的學生全部都確定需接受相當於有罪判決的保護處分。其中部分學生為反制，另外向山形地方裁判所起訴請求確認死者是意外死亡。後於1995年間，死者的雙親對7名學生及新庄市政府提起民事訴訟請求1億9400萬日元（下同）的損害賠償金；此時先前提出確認訴訟的學生則撤回起訴。
其後在2002年3月19日時，山形地裁以「並無侵權行為」（事件性は無い）為由駁回了原告（死者雙親）的起訴。原告不服，上訴至仙台高裁。而仙台高裁在2004年5月28日宣判，將第一審判決廢棄，並判命7人（此時均已成年）需賠償5760萬元；7人不服，上訴至最高裁判所。後最高裁在2005年9月6日以認定7人均對死者有不法侵權行為為由駁回上訴，全案確定。依原告的律師稱，即便到了判決確定10年後的2015年時，也依舊沒有任何一名被告主動將賠償金支付予原告。
由於原告的損害賠償請求權將在2015年9月屆滿10年，為免因時效消滅而無法請求，原告在屆滿前對7人中的4人向裁判所聲請扣押他們的薪資，以便中斷時效進行；但另外3人因不知他們在何處上班，無法聲請強制執行，只好再次起訴以中斷時效。山形地裁則於2016年8月23日如數判准（其中1名被告因後來有扣押到薪資故撤回起訴）。

## 過於依賴自白等問題
警方主要是依據7名學生的自白辦案，但在偵查過程中又無法取得嫌疑人的信賴；結果起訴至法院審理之後，被告中就有人開始抗辯先前自白非出於任意性並且翻供。但警方及檢方因為只有自白而缺乏證明事發當時被告等人確實有在體育館內的物證，只好採取「被告等人從很久以前就開始霸凌死者」的法庭策略，提出多項情況證據試圖證明死者這次確實是遭被告等人傷害及監禁致死。
至於被告方面則有人權派律師組成陣容龐大的律師團為被告等人主張本案是冤案，並採取抨擊警方搜查過程不完備的法庭戰略。此外，在民事訴訟第一審進行中的1996年10月間，日本國民救援會山形縣本部開始為7名少年主張是冤案並提供相關援助、2002年7月開始該會的中央本部也加入聲援的行列。由於這些因素，判決曾在有罪與無罪當中數度搖擺不定。而本案不只有在偵查上過於偏重供認的問題，還有過度重視加害者的人權但卻忽略了被害者的人權及亡者家屬心情的問題。社會上也以本案件為契機開始討論不重視被害者所可能另外產生的社會問題。

## 關連項目
- 霸凌
- 村社会
- 光市母女殺害事件